# Сосикрат
Сосикрат (старогрчки: Σωσικρατης;  у.180. п. н. е.) је старогрчки историчар, доксограф и биограф.
Сосикрат је рођен на острву Родос. Познат првенствено због честог помињања његовог имена у делу Диогена Лаертија у „О животима, учењима и изрекама познатих филозофа“, где он наводи Сосикратово наследство као једини ауторитативан извор за потврду таквих чињеница као што су нпр. одсуство Аристипових филозофских дела. 
Импликација је да је Сосикрат био у најбољим годинама после Хермипа и пре Аполодора, отприлике између 200. и 128. п. н. е. Сосикрат се сматра аутором Сукцесије (Филозофа), које цитирају и Атенеј и Диоген Лаертије. Написао је и дело о историји Крита. Његова дела нису сачувана.